# Ammatoa
Les Ammatoa sont une communauté coutumière d'Indonésie qui habite le village de Tana Toa dans le district de Kajang dans le kabupaten de Bulukumba, dans la province indonésienne de Sulawesi du Sud.
Tana Toa signifie "la vieille terre". Les Ammatoa préservent un mode de vie coutumier. Les gens ne s'habillent que de noir. Leurs maisons ont la même architecture que celles des Bugis et des Makassar, mais ne comportent pas d'élément ni matériaux modernes.
Cette population pratique une religion traditionnelle, qu'elle appelle patuntung.
Les habitants de Tana Toa parlent une langue que les linguistes nomment "konjo des montagnes" (par opposition au "konjo de la côte").

## Rituel de l'Andingingi
L‘Andingingi est un rituel sacré destiné à demander que les gens soient protégés des catastrophes naturelles. Ce rituel prône la préservation de la nature et l'intégrité de la forêt. Les Ammatoa considèrent en effet que les catastrophes sont provoqués par les actes de l'homme lui-même. La cérémonie a lieu chaque année au moment de la pleine lune, au mois de janvier ou de février, en un lieu appelé pandingingian ("l'endroit de l'andingingi").
Pour cette cérémonie, on porte un sarong et une chemise noirs. Les hommes portent aussi un tissu enroulé autour de la tête passapu, également noir, et les femmes un chignon simboleng. La chemise des femmes, pokko, est différente. Elles portent un panier à riz bantalang qui, outre du riz, contient des patates et des accompagnements.